# Superliga 2015-2016 (fotbal feminin)
Superliga 2015–2016 a fost al 26-lea sezon al primei divizii a fotbalului feminin din România. Competiția a fost câștigată de Olimpia Cluj.

## Echipe participante
| Echipă                            | Oraș              |
| --------------------------------- | ----------------- |
| Asociația „Fotbal Club Fair-Play” | București         |
| Heniu Prundu Bârgăului            | Prundu Bârgăului  |
| Independența Baia Mare            | Baia Mare         |
| Navobi Iași                       | Iași              |
| Olimpia Cluj                      | Cluj-Napoca       |
| Clubul Sportiv Real Craiova       | Craiova           |
| ASA 2013 Târgu Mureș              | Târgu Mureș       |
| Vasas Femina Odorhei              | Odorheiu Secuiesc |

## Sezonul regular
| Acasă \ Deplasare      | FAI  | HEN | IND  | NAV  | OLI  | REA | TGM | VAS  |
| ---------------------- | ---- | --- | ---- | ---- | ---- | --- | --- | ---- |
| Fair Play București    |      | 2–6 | 3–1  | 2–1  | 0–4  | 1–0 | 0–5 | 3–0  |
| Heniu Prundu Bârgăului | 0–3  |     | 0–2  | 0–8  | 0–11 | 0–5 | 0–1 | 0–1  |
| Independența Baia Mare | 2–0  | 4–0 |      | 2–3  | 0–6  | 0–1 | 0–7 | 0–1  |
| Navobi Iași            | 4–1  | 7–1 | 5–1  |      | 1–4  | 4–0 | 1–2 | 1–3  |
| Olimpia Cluj           | 20–0 | 8–0 | 12–0 | 10–1 |      | 8–0 | 3–0 | 10–0 |
| Real Craiova           | 3–1  | 6–0 | 3–2  | 1–1  | 0–2  |     | 0–2 | 5–1  |
| ASA Târgu Mureș        | 11–0 | 6–0 | 8–0  | 4–0  | 2–2  | 5–0 |     | 4–0  |
| Vasas Odorhei          | 1–0  | 2–1 | 2–0  | 1–2  | 0–3  | 3–2 | 0–5 |      |

| Loc | Echipa                 | MJ | V  | E | Î  | GM  | GP | DG  | Pct | Calificare             |
| --- | ---------------------- | -- | -- | - | -- | --- | -- | --- | --- | ---------------------- |
| 1   | Olimpia Cluj           | 14 | 13 | 1 | 0  | 103 | 4  | +99 | 40  | Calificare în play-off |
| 2   | ASA Târgu Mureș        | 14 | 12 | 1 | 1  | 62  | 6  | +56 | 37  | Calificare în play-off |
| 3   | Navobi Iași            | 14 | 7  | 1 | 6  | 39  | 32 | +7  | 22  | Calificare în play-off |
| 4   | Vasas Odorhei          | 14 | 7  | 0 | 7  | 15  | 36 | −21 | 21  | Calificare în play-off |
| 5   | Real Craiova           | 14 | 6  | 1 | 7  | 26  | 30 | −4  | 19  | Calificare în play-out |
| 6   | Fair Play București    | 14 | 5  | 0 | 9  | 16  | 58 | −42 | 15  | Calificare în play-out |
| 7   | Independența Baia Mare | 14 | 3  | 0 | 11 | 14  | 51 | −37 | 9   | Calificare în play-out |
| 8   | Heniu Prundu Bârgăului | 14 | 1  | 0 | 13 | 8   | 66 | −58 | 3   | Calificare în play-out |

## Play-off
| Acasă \ Deplasare | NAV | OLI | TGM | VAS  |
| ----------------- | --- | --- | --- | ---- |
| Navobi Iași       | —   | 0–5 | 3–2 | 2–2  |
| Olimpia Cluj      | 9–0 | —   | 3–1 | 11–1 |
| ASA Târgu Mureș   | 2–0 | 1–4 | —   | 9–0  |
| Vasas Odorhei     | 0–6 | 1–7 | 0–6 | —    |

| Loc | Echipa           | MJ | V | E | Î | GM | GP | DG  | Pct | Calificare                 |
| --- | ---------------- | -- | - | - | - | -- | -- | --- | --- | -------------------------- |
| 1   | Olimpia Cluj (C) | 6  | 6 | 0 | 0 | 39 | 4  | +35 | 38  | Liga Campionilor 2016-2017 |
| 2   | ASA Târgu Mureș  | 6  | 3 | 0 | 3 | 21 | 10 | +11 | 28  |                            |
| 3   | Navobi Iași      | 6  | 2 | 1 | 3 | 11 | 20 | −9  | 18  |                            |
| 4   | Vasas Odorhei    | 6  | 0 | 1 | 5 | 4  | 41 | −37 | 12  |                            |

## Play-out
| Acasă \ Deplasare      | FAI  | HEN | IND | REA  |
| ---------------------- | ---- | --- | --- | ---- |
| Fair Play București    |      | 5–8 | 2–2 | 3–15 |
| Heniu Prundu Bârgăului | 10–1 |     | 0–1 | 0–1  |
| Independența Baia Mare | 10–3 | 6–2 |     | 2–0  |
| Real Craiova           | 8–1  | 3–1 | 2–4 |      |

| Loc | Echipa                 | MJ | V | E | Î | GM | GP | DG  | Pct | Retrogradare |
| --- | ---------------------- | -- | - | - | - | -- | -- | --- | --- | ------------ |
| 1   | Real Craiova           | 6  | 4 | 0 | 2 | 29 | 11 | +18 | 22  |              |
| 2   | Independența Baia Mare | 6  | 5 | 1 | 0 | 25 | 9  | +16 | 21  |              |
| 3   | Fair Play București    | 6  | 0 | 1 | 5 | 15 | 53 | −38 | 9   |              |
| 4   | Heniu Prundu Bârgăului | 6  | 2 | 0 | 4 | 21 | 17 | +4  | 8   |              |